# Max Pribilla
Max Pribilla, född 22 november 1874 i Köln, död 25 november 1954 i Pullach im Isartal, var en tysk katolsk teolog.
Pribilla inträdde i jesuitorden 1897, blev professor i etik vid Ignatiuskollegiet i Valkenburg 1909 och var från 1921 privatlärd i München. Pribilla utgav bland annat Katholisches und modernes Denken (1924, tillsammans med August Messer), Um die Wiedervereinigung im Glauben (1926), Um kirchliche Einheit (1929). Han var medarbetare i Stimmen der Zeit, där han 1932 skrev Söderblom und die Ökumenische Bewegung.